# حزب الاتحاد والتغيير الموريتاني
حزب الاتحاد والتغيير الموريتاني (يعرف اختصارا بـ«حاتم» المأخوذة من أحرف بداية كلماته الأربع؛ حـزب الـاتحاد والـتـتغيير الـمـوريتاني) هو حزب سياسي موريتاني تأسس يوم 26 يناير عام 2006. على يد بعض أعضاء تنظيم ما عُرف بفرسان التغيير وغيرهم بقيادة صالح ولد حننا، فاز الحزب في الانتخابات البرلمانية الموريتانية 2006 بمقعدين من أصل 95 مقعدا. وفي انتخابات مجلس الشيوخ المنعقدة في 21 يناير و4 فبراير 2007 بثلاثة من أصل 56 مقعدا. في الانتخابات الرئاسية التي جرت في 11 و25 مارس 2007، فاز مرشحه صالح ولد حننا بنسبة 7.65%.